# Rohînți, Romnî
Rohînți (în ucraineană Рогинці) este localitatea de reședință a comunei Rohînți din raionul Romnî, regiunea Sumî, Ucraina.

## Demografie
Componența lingvistică a localității Rohînți
     Ucraineană (98,5%)
     Rusă (1,2%)
     Alte limbi (0,07%)
Conform recensământului din 2001, majoritatea populației localității Rohînți era vorbitoare de ucraineană (98,5%), existând în minoritate și vorbitori de rusă (1,2%).